# Pinnidae
Famille
Les Pinnidae sont une famille de mollusques bivalves marins de l'ordre des Ostreida.

## Liste des genres
Selon World Register of Marine Species (18 avril 2016) :
- genre Atrina Gray, 1842
- genre Pinna Linnaeus, 1758
- genre Streptopinna Martens, 1880
- genre Subitopinna Iredale, 1939

## Galerie

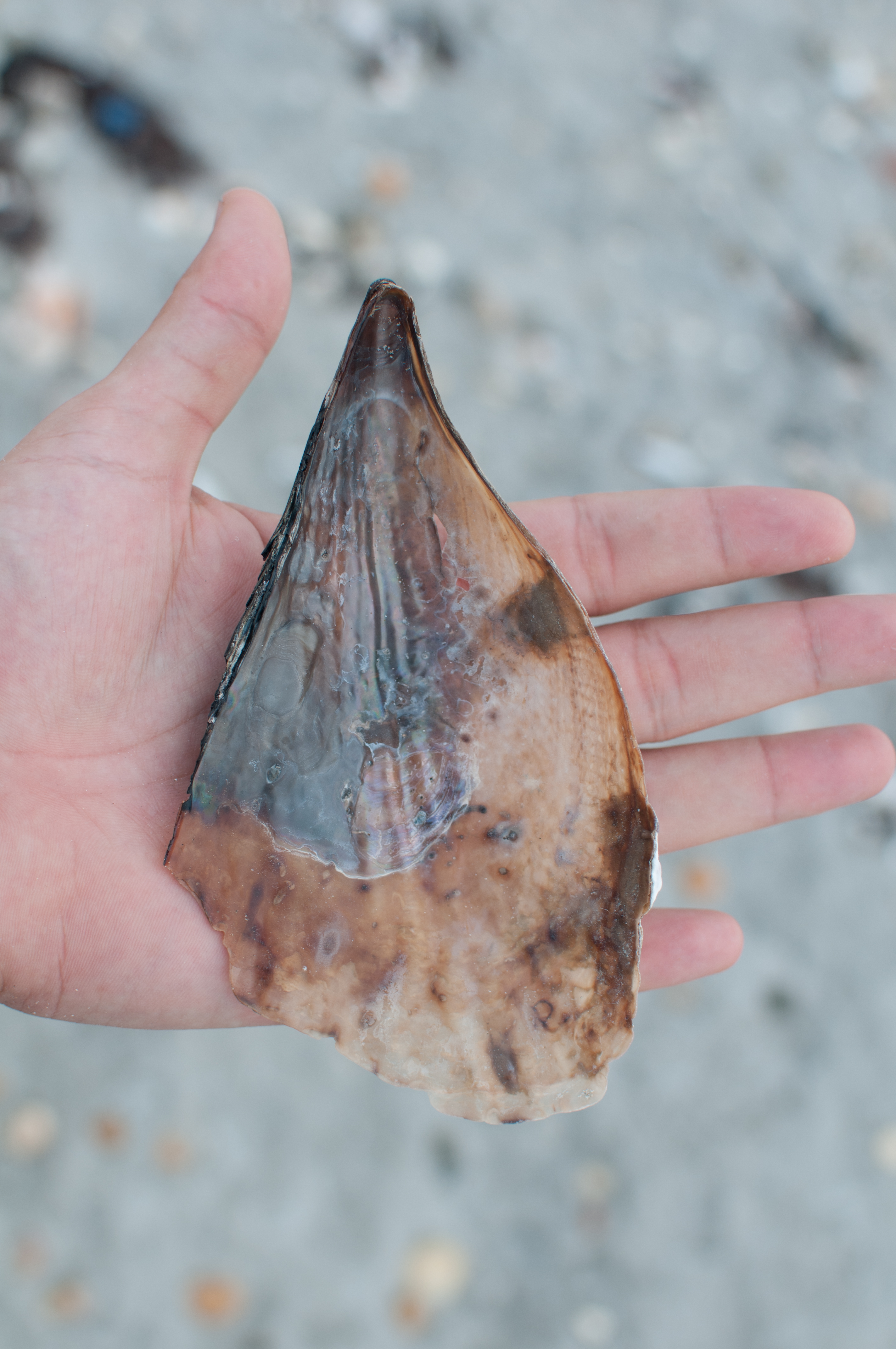
Atrina seminuda
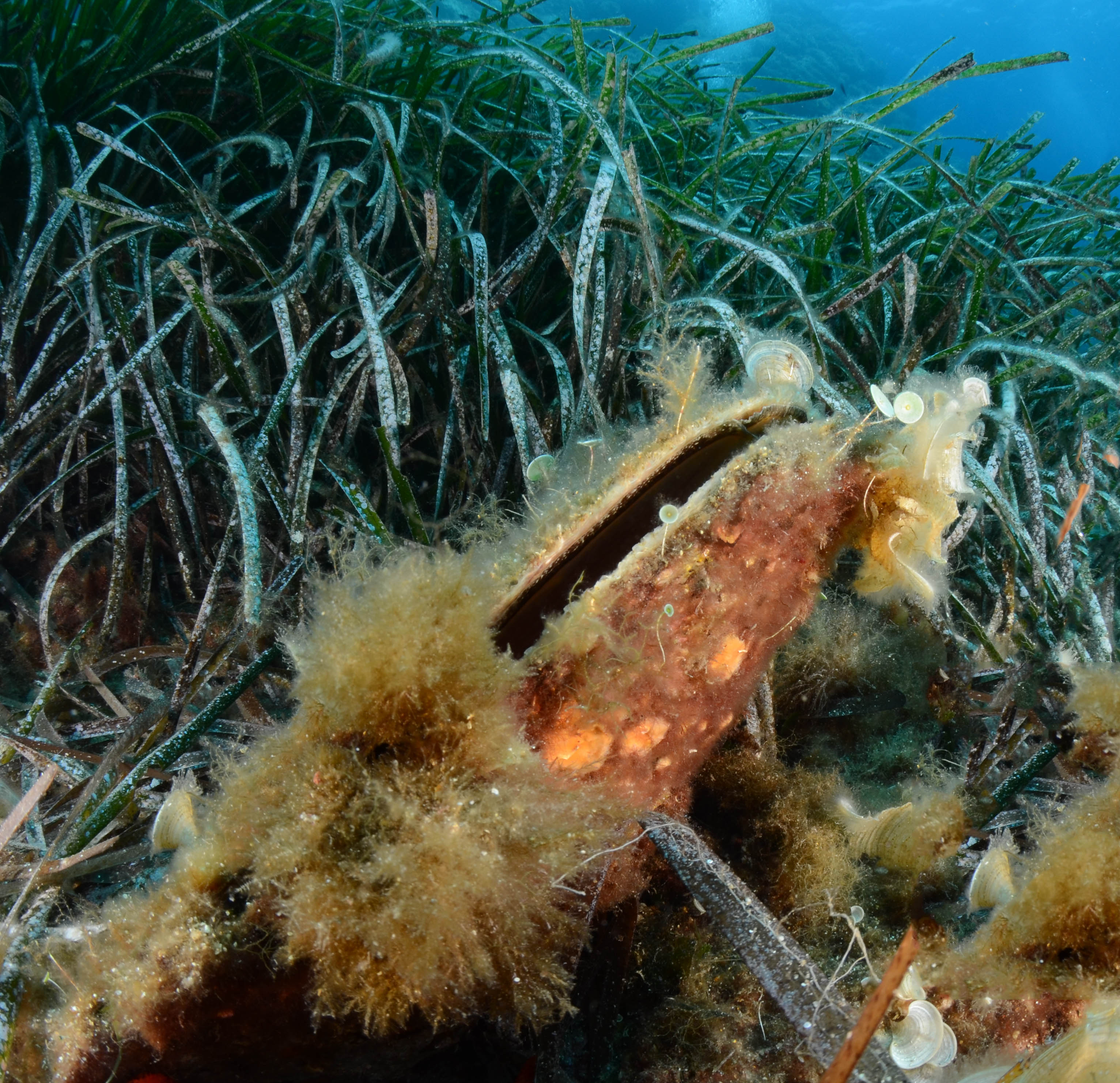
Pinna pectinata
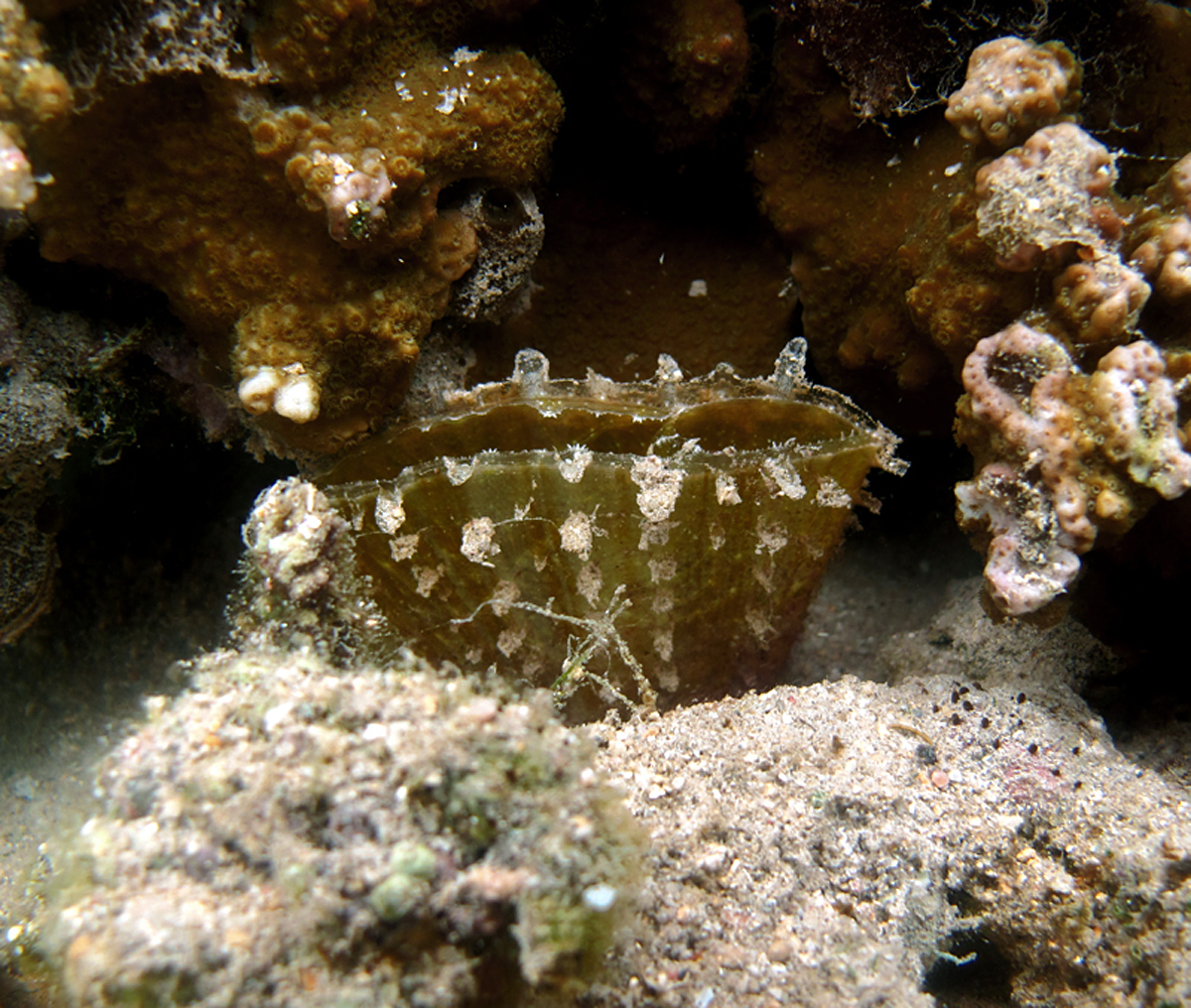
Streptopinna saccata